# John William Heffernan
John William Heffernan CSSp (* 11. September 1883 in Kilmanikan, Vereinigtes Königreich Großbritannien und Irland; † 27. Februar 1943 in Dublin) war ein irischer römisch-katholischer Ordensgeistlicher und Apostolischer Vikar von Sansibar.

## Leben
John William Heffernan trat der Ordensgemeinschaft der Spiritaner bei empfing am 28. Oktober 1912 das Sakrament der Priesterweihe.
Am 15. März 1932 ernannte ihn Papst Pius XI. zum Titularbischof von Uzippari und zum Apostolischen Vikar von Sansibar. Der Bischof von Kerry, Michael O’Brien, spendete ihm am 19. Juni desselben Jahres in der Kapelle des Blackrock College in Dublin die Bischofsweihe; Mitkonsekratoren waren der emeritierte Apostolische Vikar von Sansibar, John Gerald Neville CSSp, und der Apostolische Vikar von Bagamoyo, Bartholomew Stanley Wilson CSSp.
Papst Pius XII. nahm am 7. Juni 1945 das von John William Heffernan vorgebrachte Rücktrittsgesuch an.